# Вљора Читаку
Вљора Читаку (алб. Vlora Çitaku; Бајчина, 10. октобар 1980) албанска је политичарка и дипломата са Косова и Метохије. Била је на функцији амбасадорке Републике Косово у САД. Раније је радила као генерални конзул Косова у Њујорку.
Пре него што се придружила дипломатском кору осова, била је министарка за европске интеграције. Запажена је као један од најуспешнијих министара косовске владе 2011—2014. Одрекла се посланичког мандата у Скупштини Косова по преузимању владине функције, коју је освојила као један од прва три кандидата са највећим бројем гласова.

## Биографија
Када је почео рат на Косову и Метохији, била је тинејџерка и постала је преводилац и новинарка за главне западне новинске куће. Касније је постала избеглица, а бавила се политиком од 1999. Прво је била гласноговорница терористичке Ослободилачке војске Косова (ОВК), а затим се придружила Демократској партији Косова (ПДК). Била је народна посланица у два мандата.
Била је вршилац дужности министарке иностраних послова од 18. октобра 2010. до 22. фебруара 2011. године.

## Контроверзе
На 15. годишњицу почетка НАТО бомбардовања СР Југославије, она је на твитеру поставила слику која је изазвала политичке контроверзе. Познати слоган за Nike, „Just Do It”, заменила је речима „NATO Air Just Do It” — са ратним авионом поред. Министарство спољних послова Србије назвало је тај гест непоштовањем српских цивила убијених у ваздушним ударима НАТО-а. Аналитичари су то такође сматрали неукусним. Nike, Inc. је изјавио да фотографија „не представља став њихових званичника”, као и да та компанија ни на који начин није била укључена у постављање твита или креирање фотографије.
У априлу 2019. твитовала је епизоду серије Игра престола коју је упоредила са историјом између Србије и Републике Косово, док је Србију ставила у улогу Белих Ходача, главних негативаца који су приказани као натприродна претња човечанству. Њен твит је изазвао негативне реакције, а такође јој је и одговорила Стефана Миладиновић.